# Hannes van Asseldonk
Hannes van Asseldonk (ur. 10 stycznia 1992 roku w Boekel) – holenderski kierowca wyścigowy.

## Kariera
Hannes karierę rozpoczął w roku 2007, od startów w kartingu. W 2010 roku zadebiutował w serii wyścigów samochodów jednomiejscowych – Europejskiej Formule BMW. Holender dwukrotnie znalazł się na najniższym stopniu podium (na Hockenheimringu oraz Monza), a w końcowej klasyfikacji uplasował się na 7. miejscu. Van Asseldonk wziął udział także w jednej rundzie azjatyckiej edycji tej serii (nie był liczony do klasyfikacji). Na torze Sepang pierwszego wyścigu jednak nie ukończył, natomiast w drugim dojechał na osiemnastej lokacie.
Pod koniec sezonu wystartował w trzech ostatnich rundach Formuły Abarth. Holender okazał się najlepszy we wszystkich głównych wyścigach, a podczas zmagań na torze Mugello sięgnął po pole position. Zdobyte punkty sklasyfikowały go na wysokiej 6. pozycji.
W sezonie 2011 awansował do Niemieckiej Formuły 3. Holender pięciokrotnie stanął na podium, za każdym razem zajmując jego najniższy stopień. Poza tym dwukrotnie startował z pierwszej pozycji (na torze Oschersleben oraz Assen). Ostatecznie rywalizację ukończył na 5. miejscu, ze stratą zaledwie jednego punktu do czwartej lokaty.
Hannes zaliczył również gościnny występ w brytyjskim cyklu oraz Międzynarodowej F3 Trophy. Nie był jednak liczony do klasyfikacji. Świetne wyniki zanotował w Austriackiej Formule 3 oraz prestiżowym Grand Prix Makau. W pierwszej z nich zwyciężył w jednym z dwóch startów, natomiast w drugiej dojechał jako piąty.
W 2012 roku przeniósł się na stałe do brytyjskiej Formuły 3. Na początku roku startował w Mistrzostwach Serii Toyota. Był w niej jednym z czołowych zawodników, będąc ośmiokrotnie w pierwszej trójce, z czego trzykrotnie na najwyższym stopniu. Uzyskane punkty zapewniły mu tytuł wicemistrzowski.

## Statystyki
| Sezon | Seria                               | Zespół                | Wyścigi | Zwycięstwa | PP | NO | Podium | Punkty | Pozycja |
| ----- | ----------------------------------- | --------------------- | ------- | ---------- | -- | -- | ------ | ------ | ------- |
| 2010  | Europejska Formuła BMW              | Josef Kaufmann Racing | 16      | 0          | 0  | 1  | 2      | 174    | 7       |
| 2010  | Formuła BMW Pacyfiku                | Motaworld Racing      | 2       | 0          | 0  | 0  | 0      | 0      | NS †    |
| 2010  | Formuła Abarth                      | Prema Junior          | 6       | 3          | 1  | 1  | 3      | 76     | 6       |
| 2011  | Międzynarodowa Formuła 3 Trophy FIA | Van Amersfoort Racing | 4       | 0          | 0  | 0  | 0      | 0      | NS †    |
| 2011  | Międzynarodowa Formuła 3 Trophy FIA | Hitech Racing         | 4       | 0          | 0  | 0  | 0      | 0      | NS †    |
| 2011  | Niemiecka Formuła 3                 | Van Amersfoort Racing | 18      | 0          | 2  | 1  | 5      | 61     | 5       |
| 2011  | Brytyjska Formuła 3                 | Van Amersfoort Racing | 3       | 0          | 0  | 1  | 0      | 0      | NS †    |
| 2011  | Puchar Austrii F3                   | Van Amersfoort Racing | 2       | 1          | 2  | 2  | 2      | 35     | 10      |
| 2011  | Grand Prix Makau                    | Hitech Racing         | 1       | 0          | 0  | 0  | 0      | N/A    | 5       |
| 2012  | Mistrzostwa Serii Toyota            | Giles Motorsport      | 15      | 3          | 2  | 3  | 7      | 738    | 2       |
| 2012  | Brytyjska Formuła 3                 | Fortec Motorsports    | 27      | 0          | 0  | 3  | 1      | 132    | 9       |
| 2012  | Formuła 3 Euro Series               | Fortec Motorsports    | 23      | 0          | 0  | 0  | 1      | 0      | NS†     |
| 2012  | Europejska Formuła 3                | Fortec Motorsports    | 8       | 0          | 0  | 0  | 1      | 0      | NS†     |
| 2012  | Grand Prix Makau                    | Prema Powerteam       | 1       | 0          | 0  | 0  | 0      | N/A    | NS      |
| 2012  | Masters of Formula 3                | Fortec Motorsport     | 1       | 0          | 0  | 0  | 0      | N/A    | 3       |

* – sezon w trakcie

† – Van Asseldonk nie był liczony do klasyfikacji